# 小行星5969
小行星5969（5969 Ryuichiro）是一颗围绕太阳公转的小行星。1991年3月17日，關勉在藝西天文台发现了此天体。
該小行星以日本五藤光學研究所現任所長五藤隆一郎命名。
这颗小行星的绝对星等为290.8890481024453等。